# Coiffes bamilékées

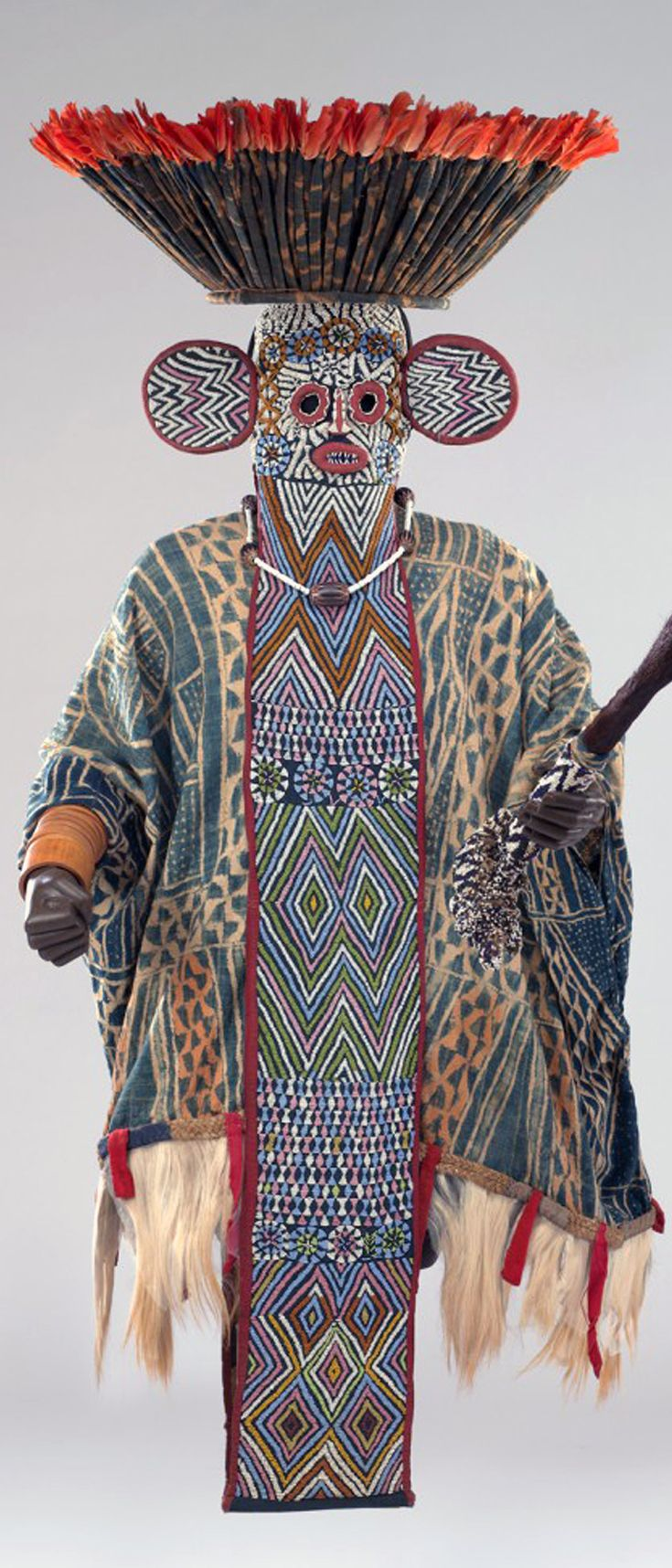
Variante du costume traditionnel bamiléké (avec coiffe éléphant)

Les coiffes bamilékées sont des apparats vestimentaires utilisés lors de diverses occasions souvent festives.
Elle est à distinguer des coiffes — souvent cordées et décorées de motifs colorés et avec ou sans franges latérales — portées dans la vie de tous les jours.

## Histoire
Cette coiffe est portée lors de cérémonies festives. On la retrouve aussi lors de funérailles.
Coiffes rituelles à l’origine portée par les chefs, les danseurs et les personnes influentes du village et membres de sociétés secrètes.

## Description et formes
Il existe plusieurs sortes de coiffes. Quelquefois surmontées de masques, leurs styles évoluent avec le temps et illustrent les évolutions de l'expression artistique diversifiée en Pays bamiléké.

### Coiffes élaborées et rituelles

#### Coiffes avec masques
Aussi appelés « masques coiffes », ils se portent au sommet de la tête sur un socle. Parfois, le masque est une tête humaine à une, parfois deux ou plusieurs, faces. L'une des coiffes les plus connues est la coiffe éléphant ou masque éléphant[réf. nécessaire]. Elle figure une tête d'éléphant, animal chargé de symboles dans le nord-ouest du Pays bamiléké.

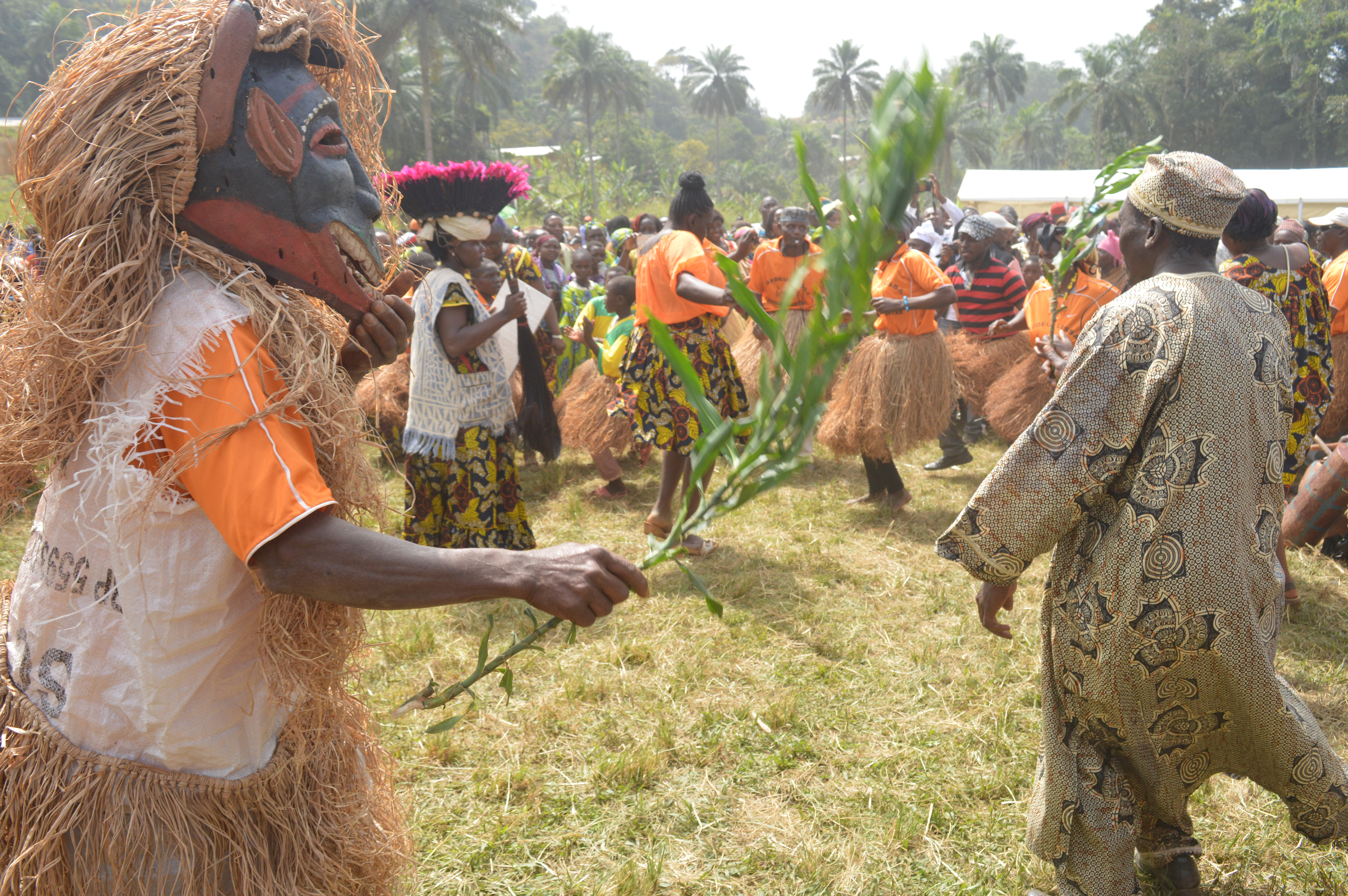
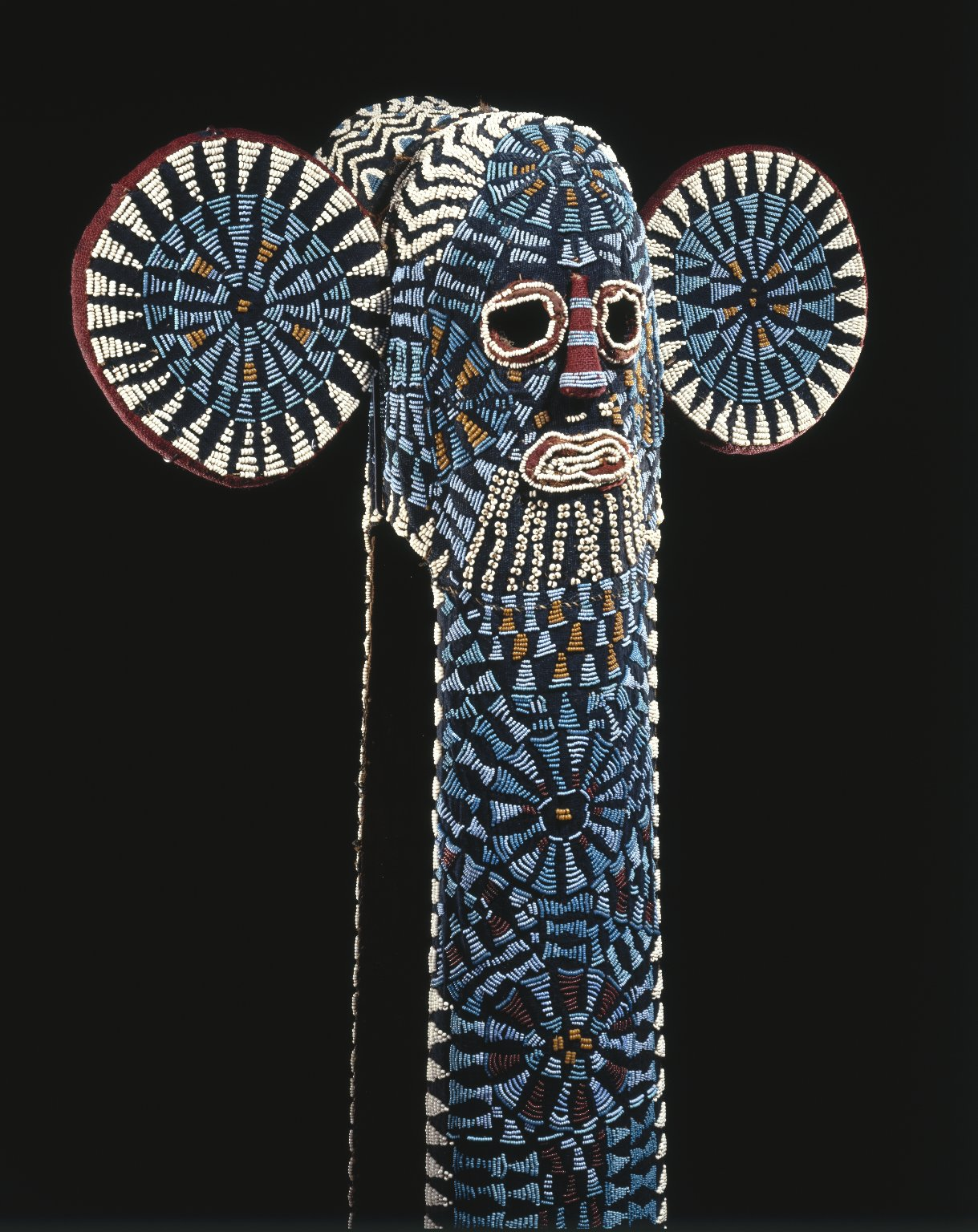
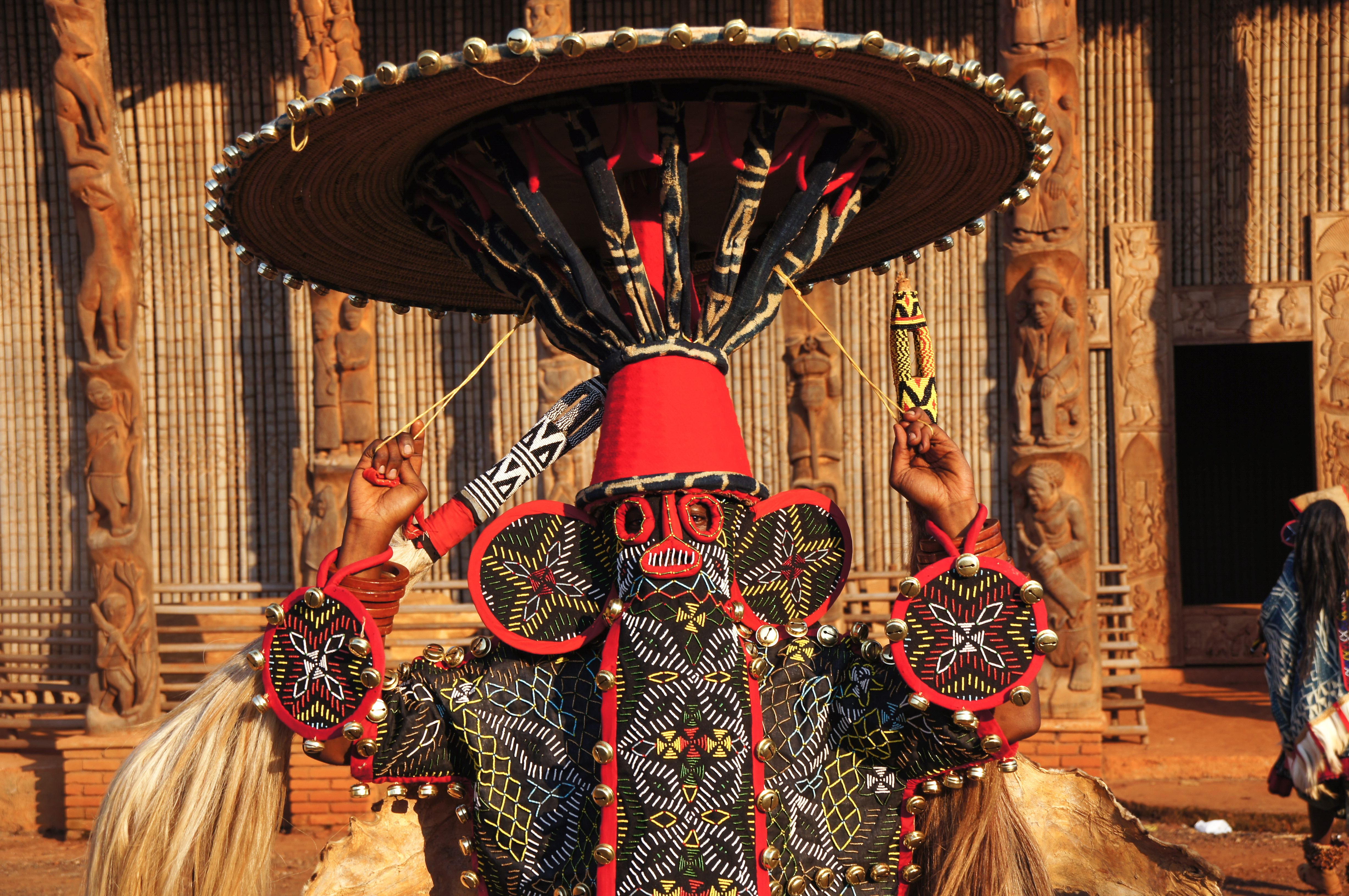
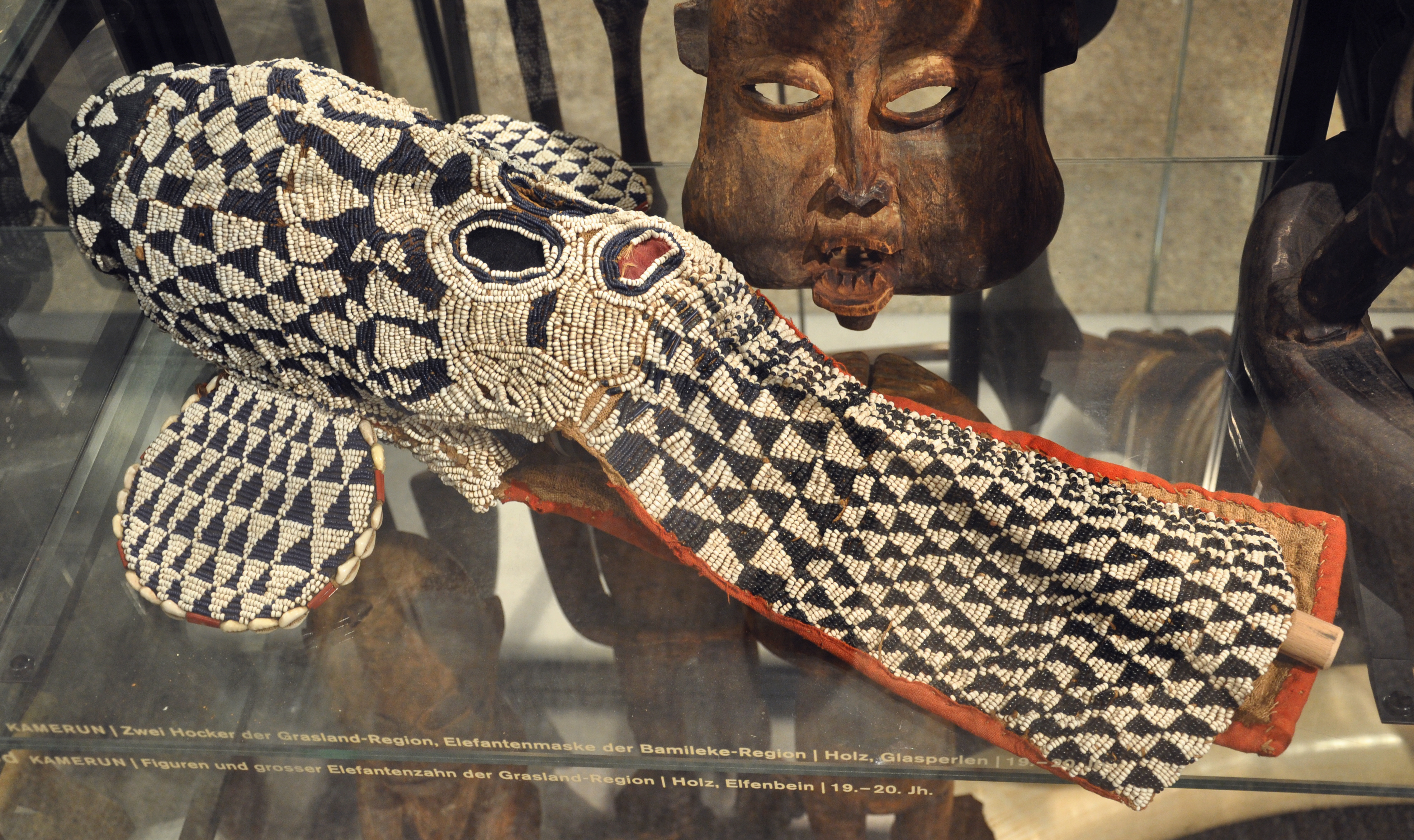
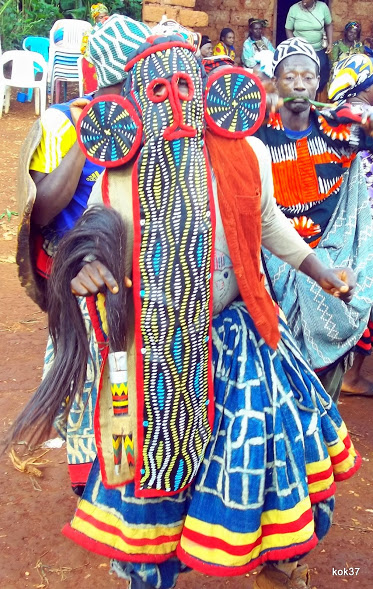

#### Coiffes en cônes et plumes
Les plus connues sont confectionnées avec des plumes naturelles ou artificielles de couleurs vives.
Les coiffes en forme de cônes utilisées lors de cérémonies festives[réf. nécessaire] ou de deuils et funérailles, par exemple lors de la danse zen à Bana[réf. nécessaire].

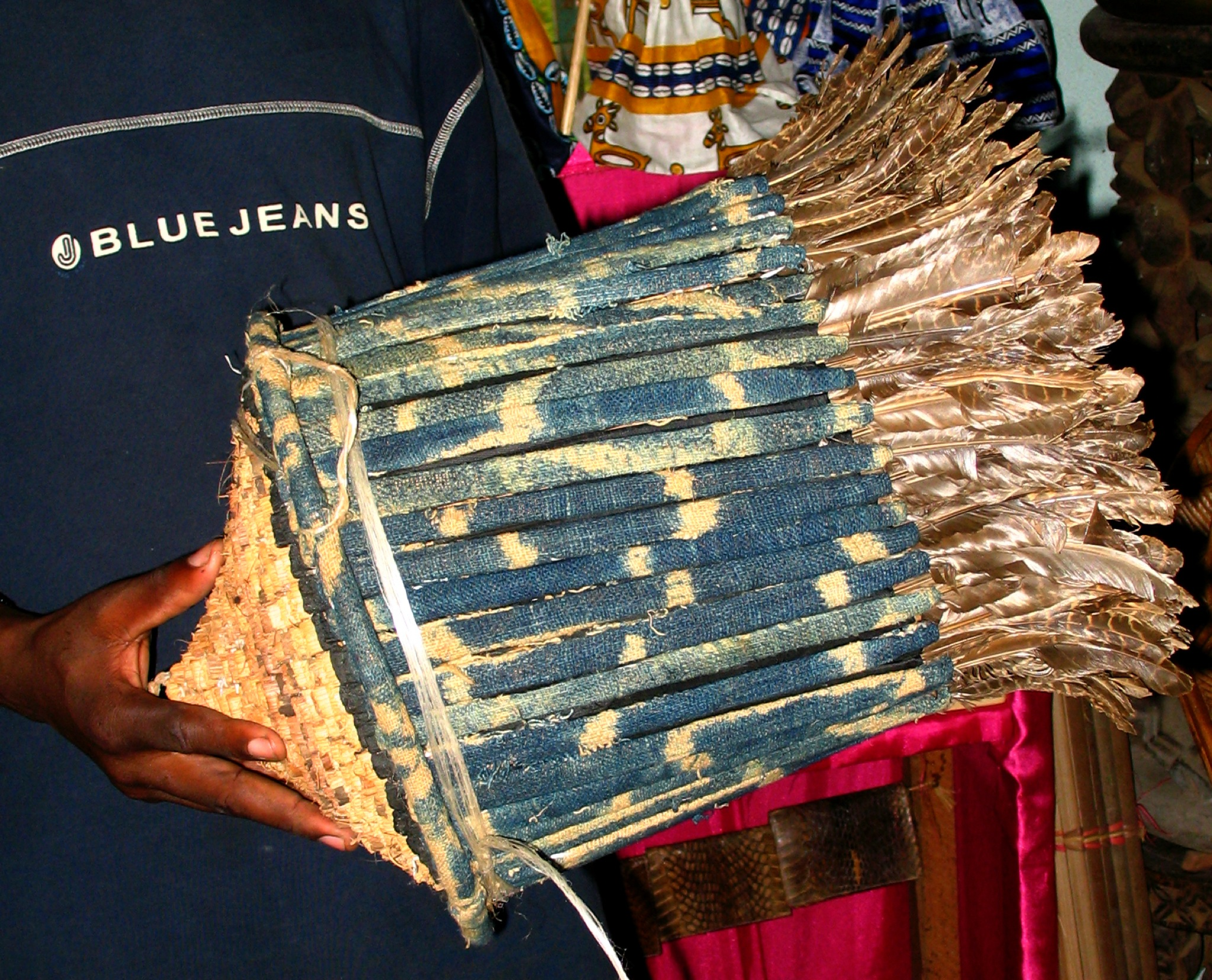
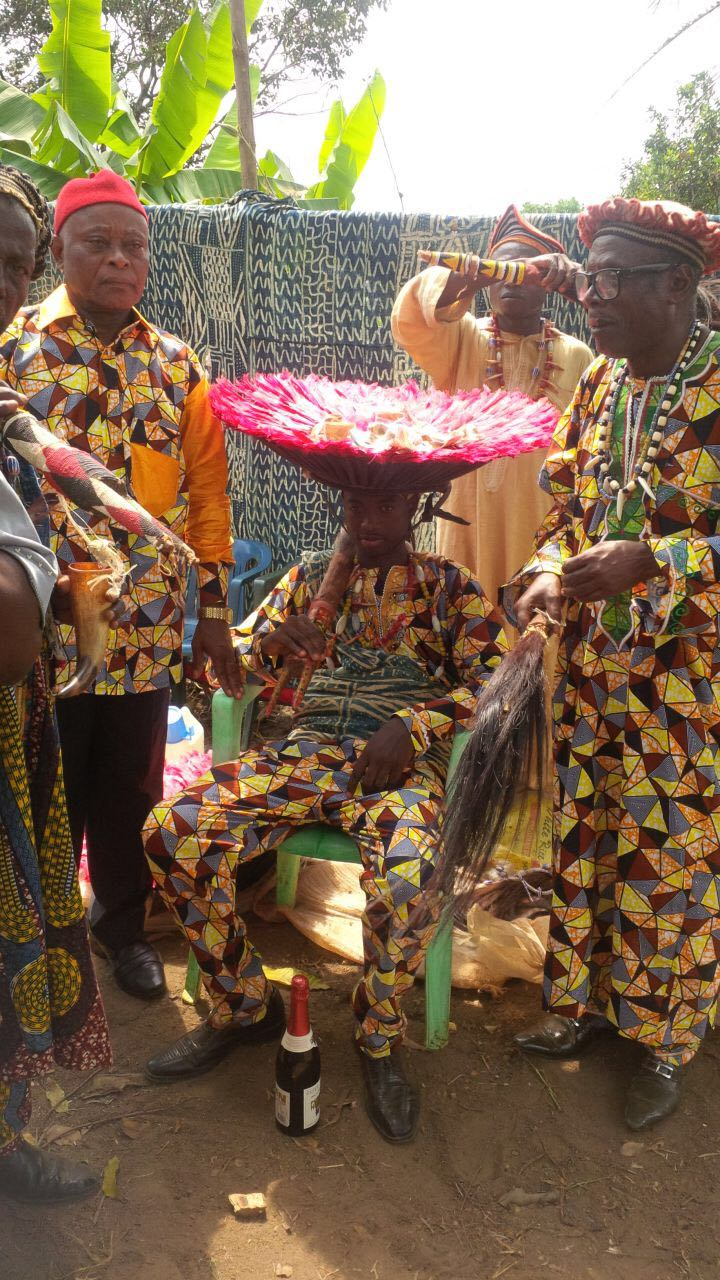
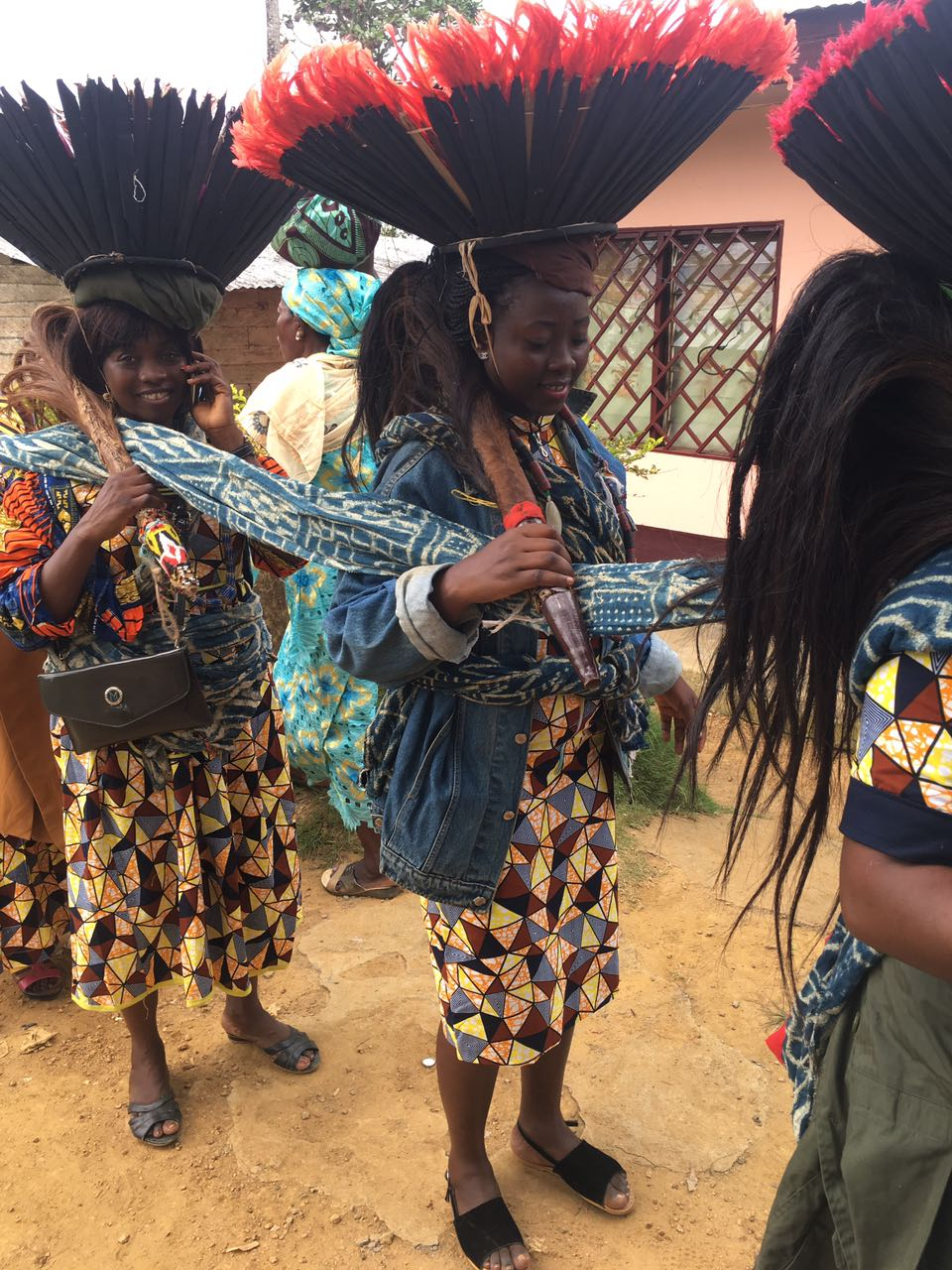
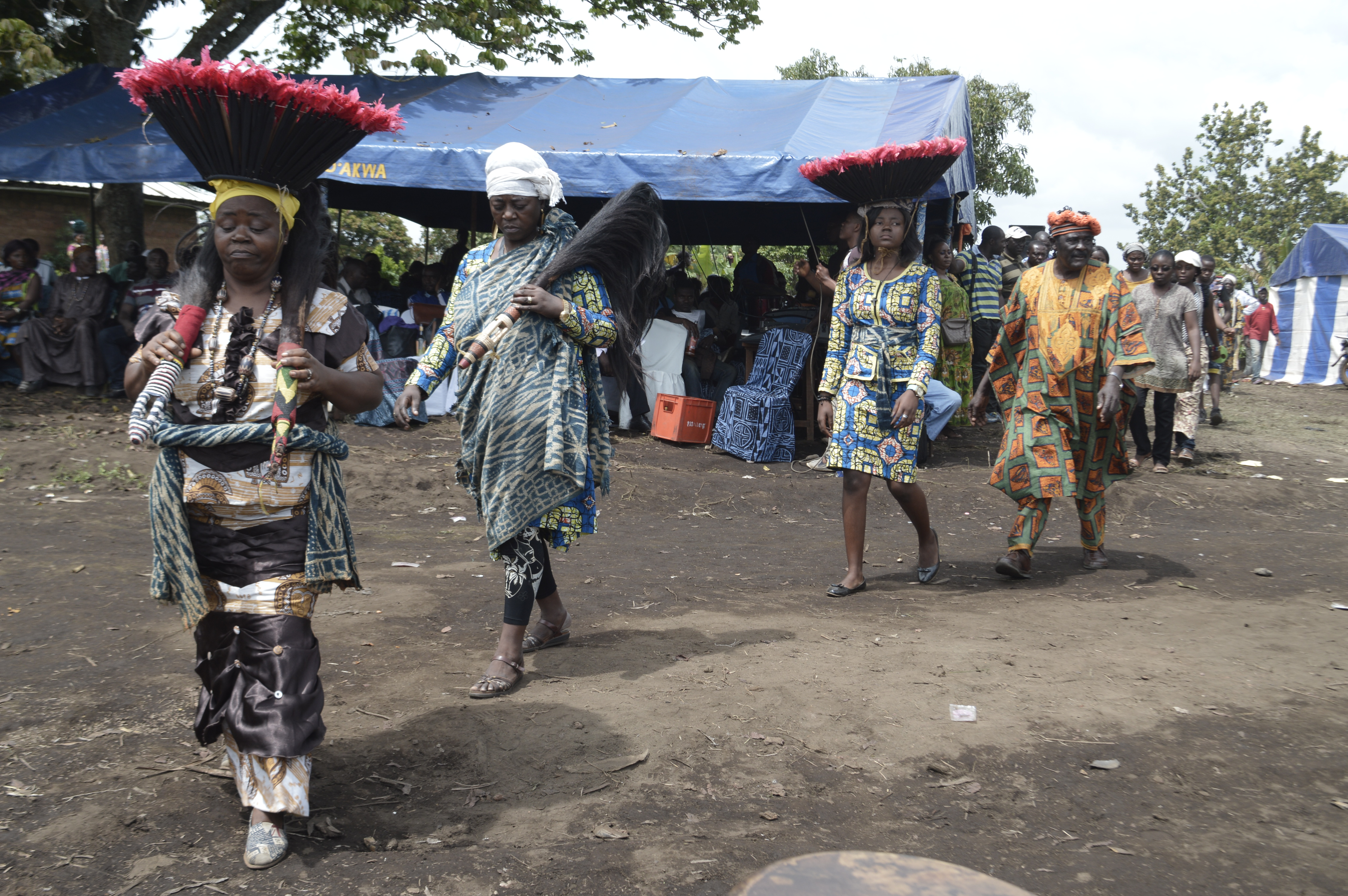
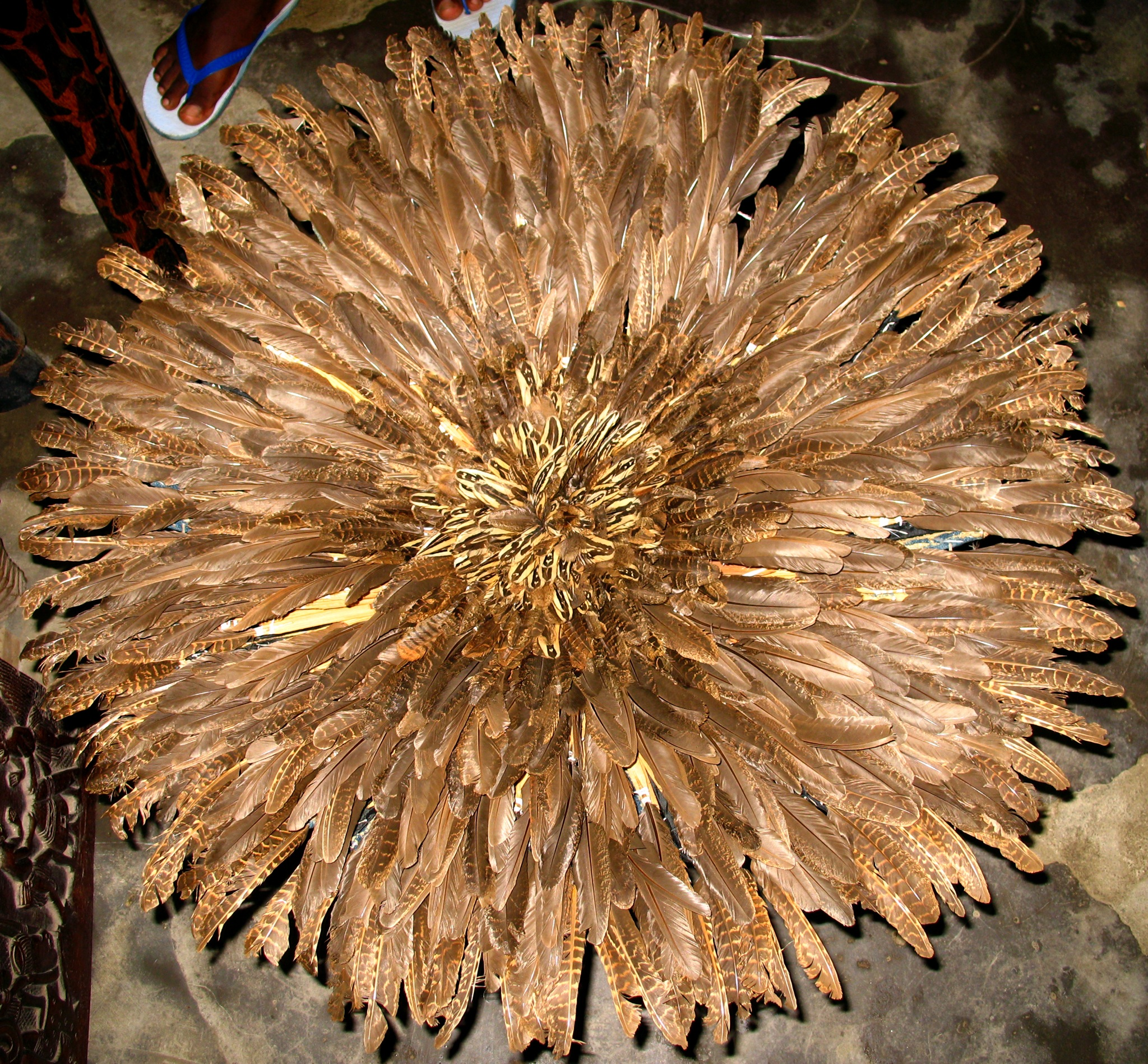
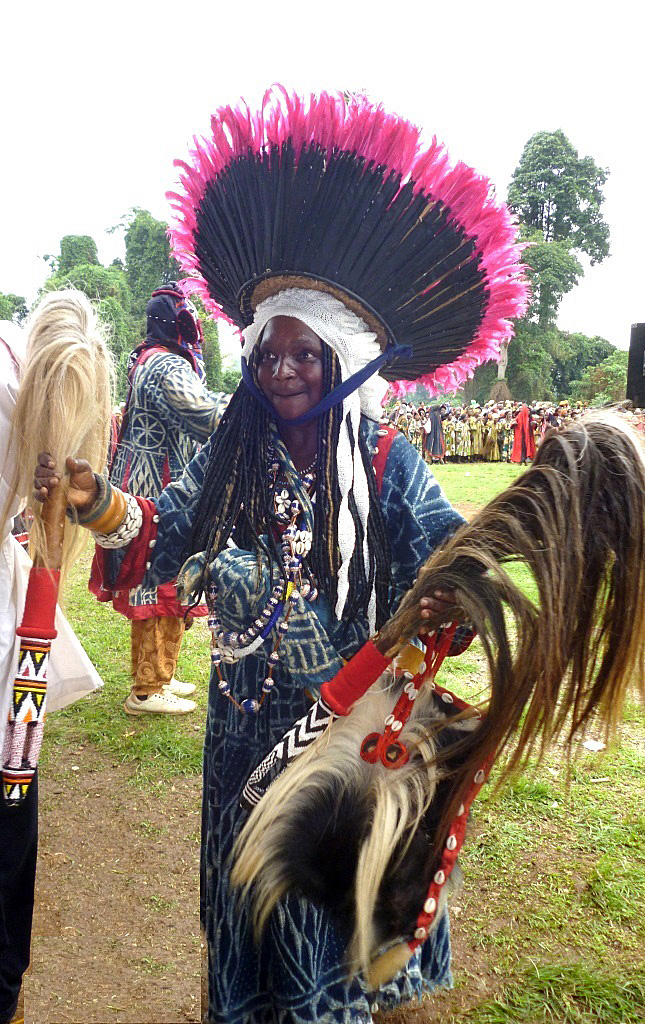
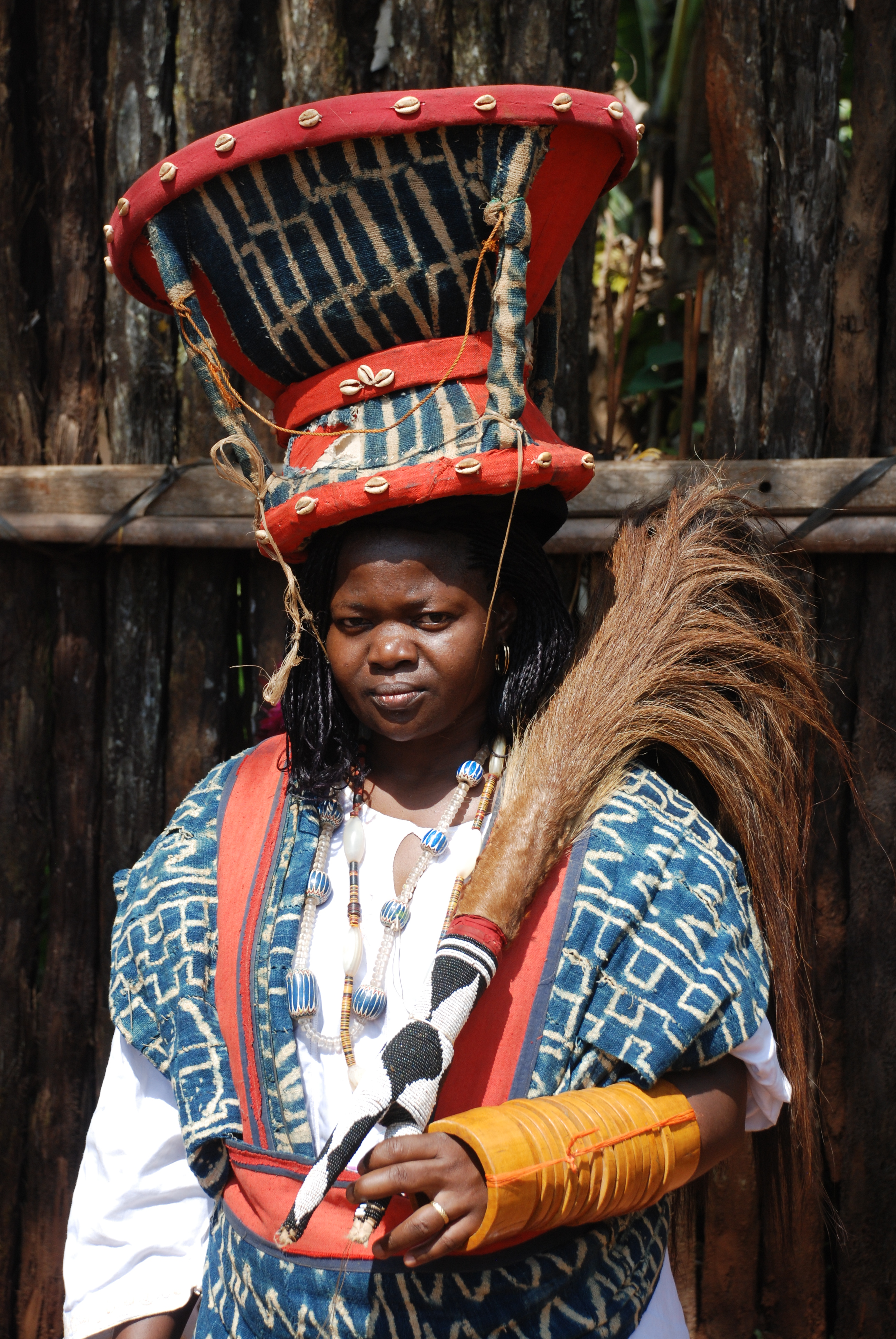

#### Coiffes longues et nattées
Les variantes en formes de nattes sombres et longues sont portées par les danseurs de sociétés secrètes et lors de danses et rituels spécifiques[réf. nécessaire].

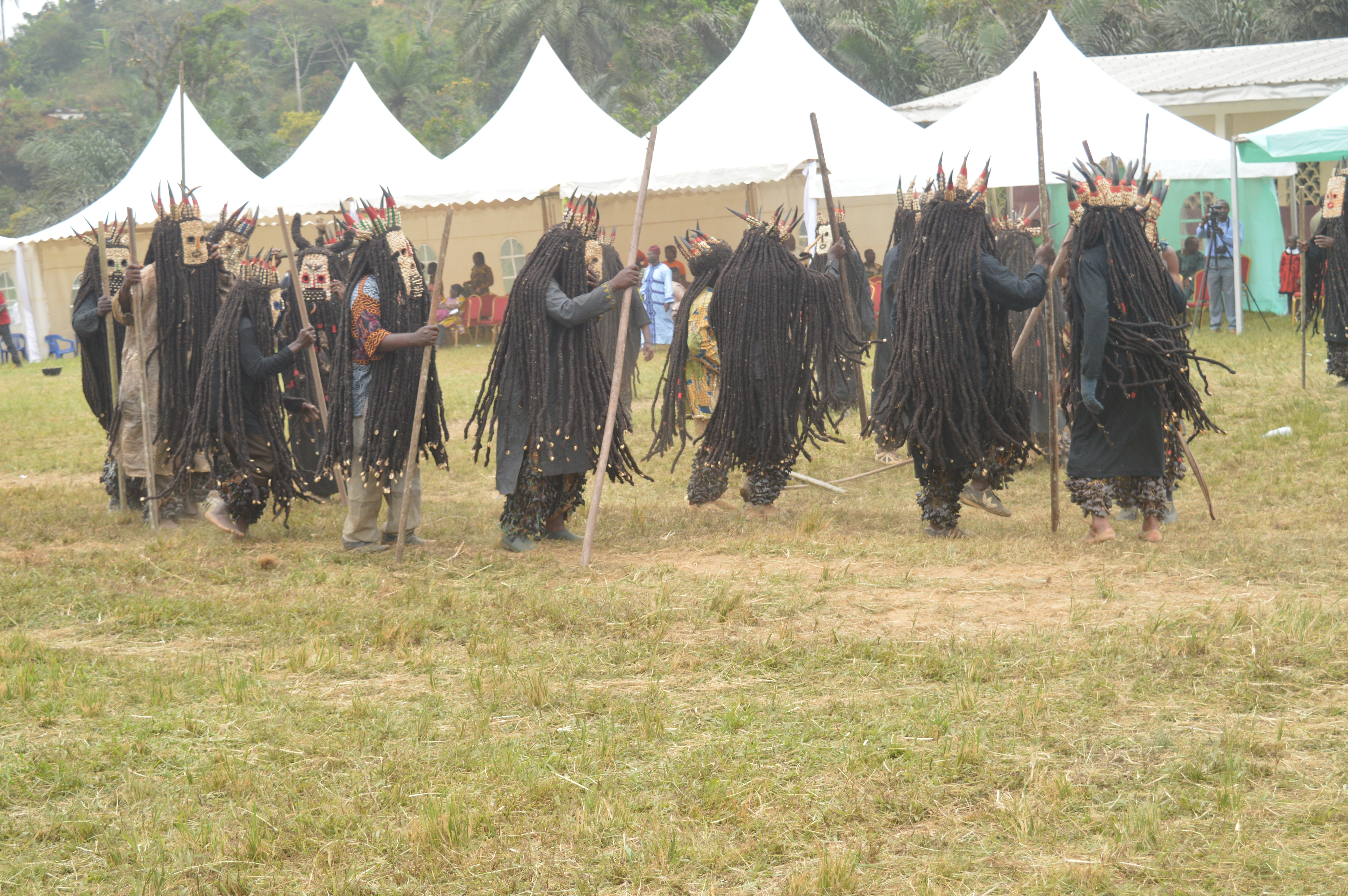
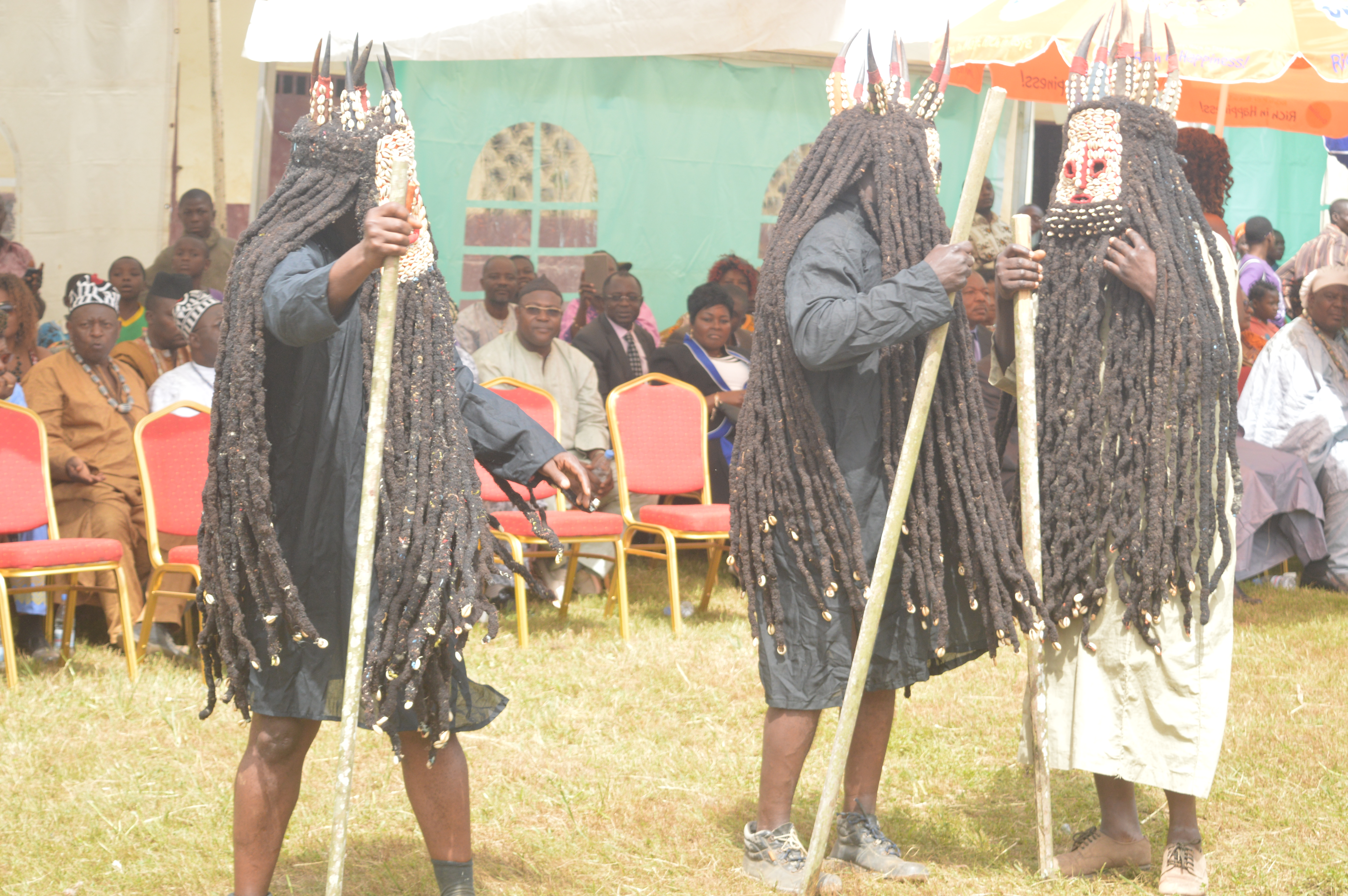

### Coiffes non rituelles
Les coiffes portées lors de la vie de tous les jours et qui servent de couvre-chef sont en formes de bonnets et capuches tricotées et bordées. Elles sont plus ou moins élaborées. Le degré de sophistication est ici une expression de la fortune de son propriétaire ou porteur. Elle n'est pas le signe d'une appartenance à une société secrète.
Ces dernières sont populaires et variées et servent de protection sous les températures matinales douces du Pays bamiléké (9 à 13 °C certains matins).
Plus ou moins élaborées, elles sont parfois portées aussi lors de cérémonies. Les barrières à l'usage étant moins fortes que les 2 types précédents car non liées à l’appartenance à des groupes et société secrètes spécifiques.

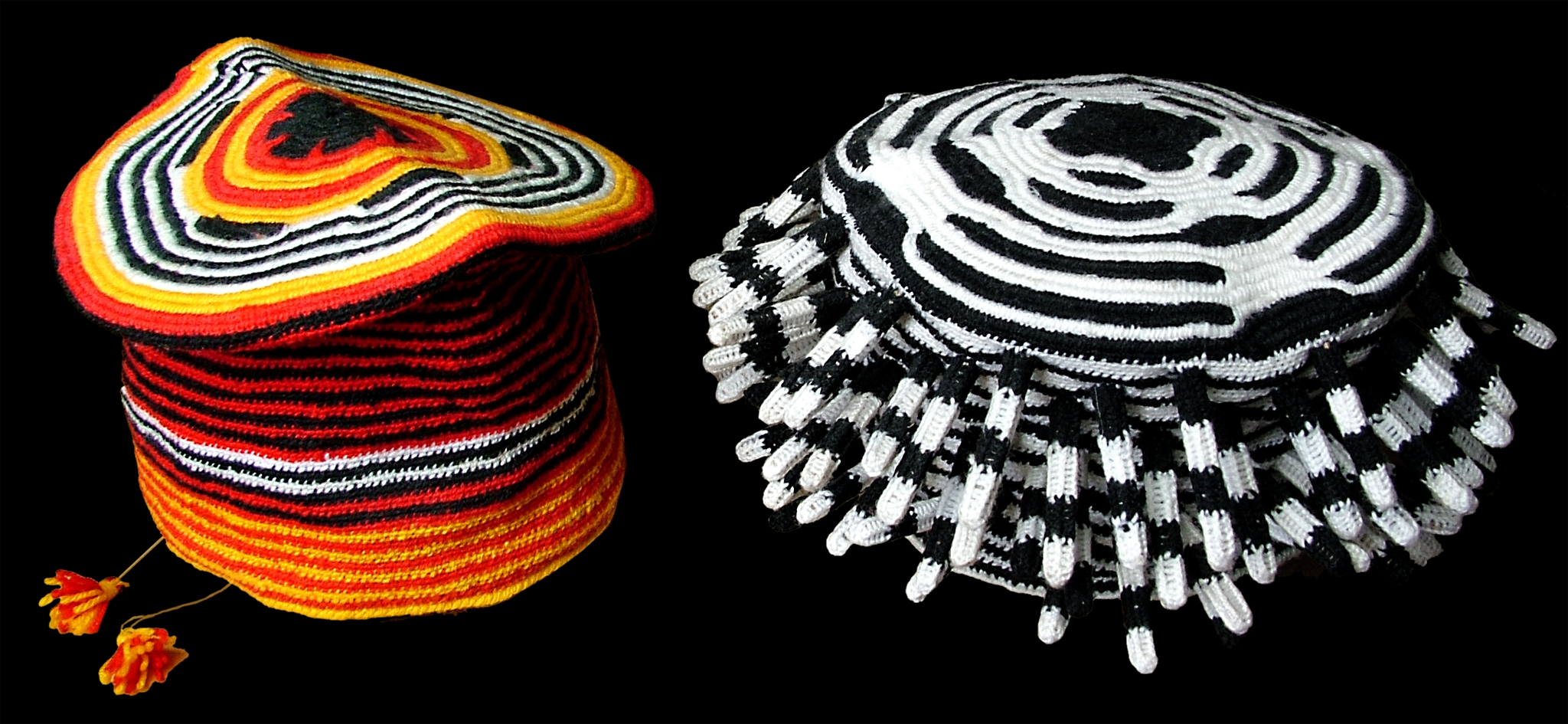
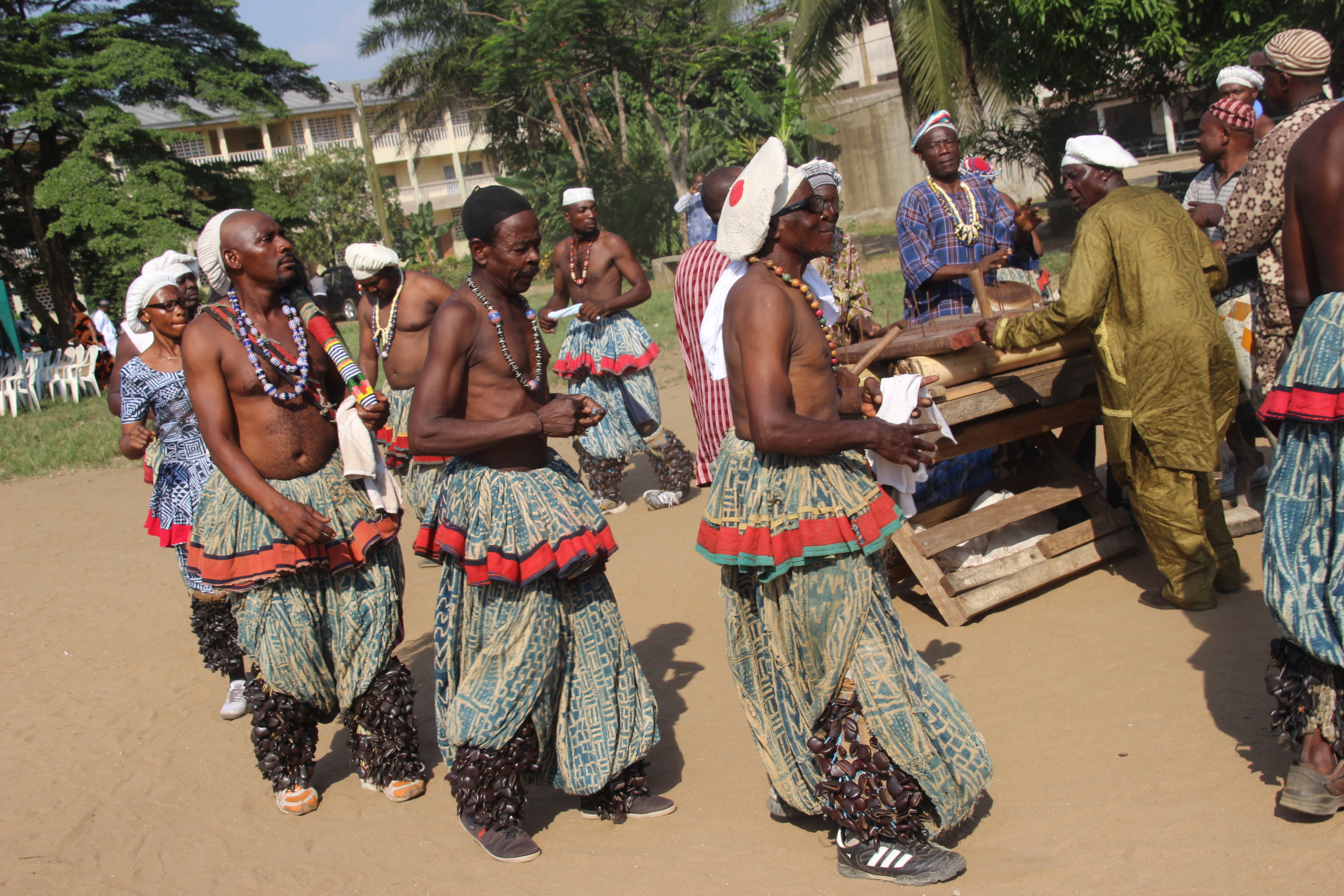
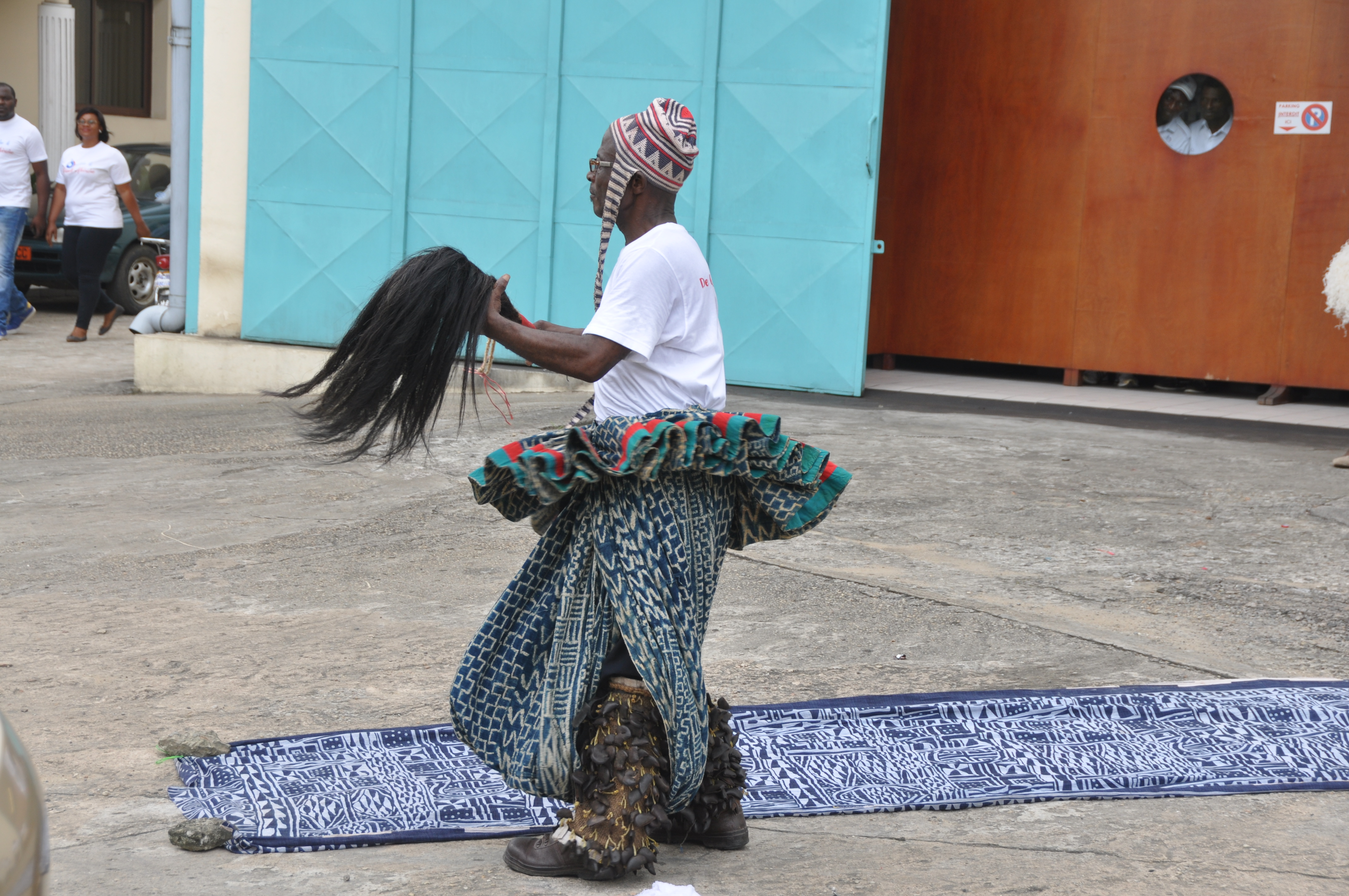
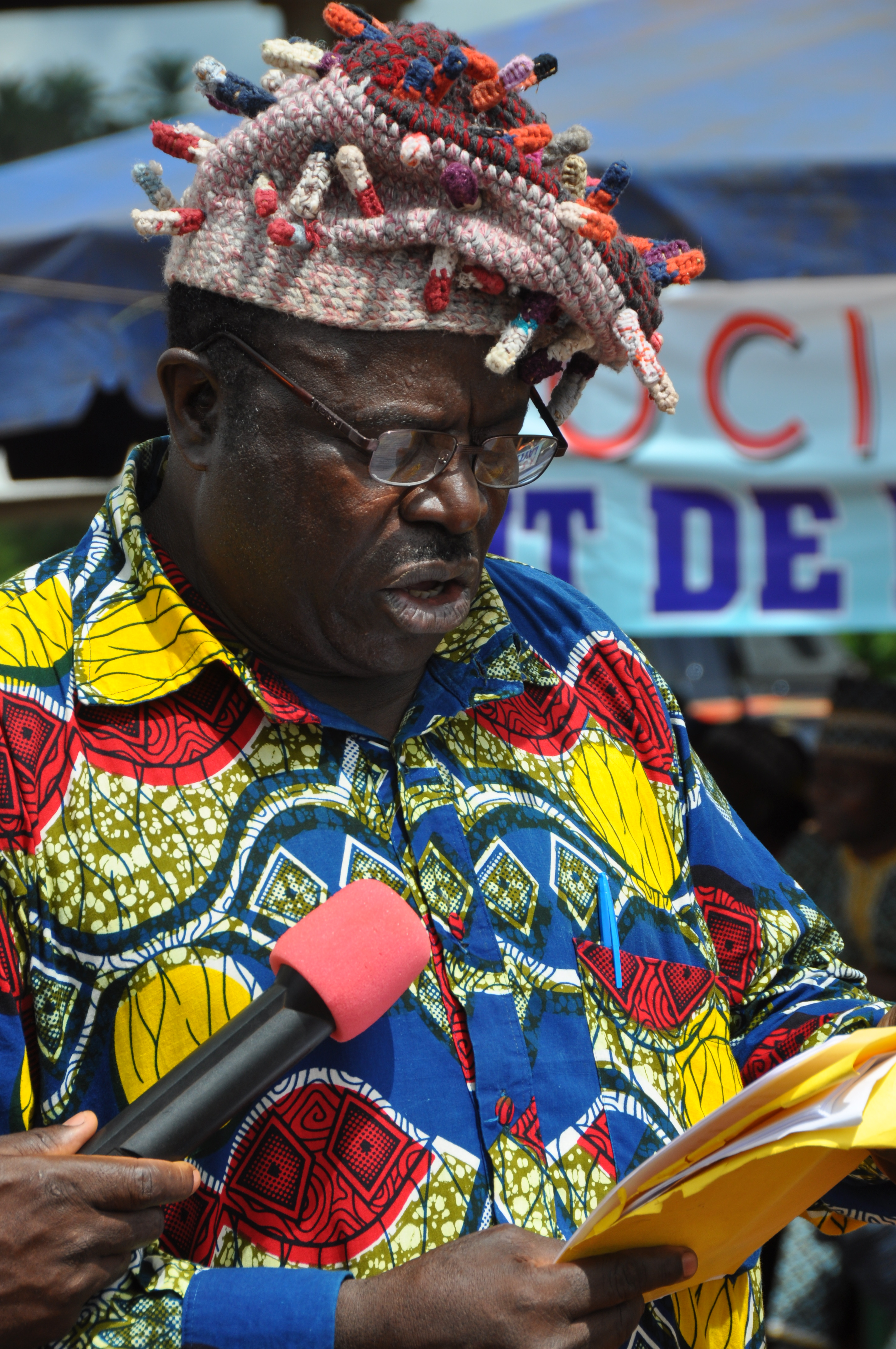
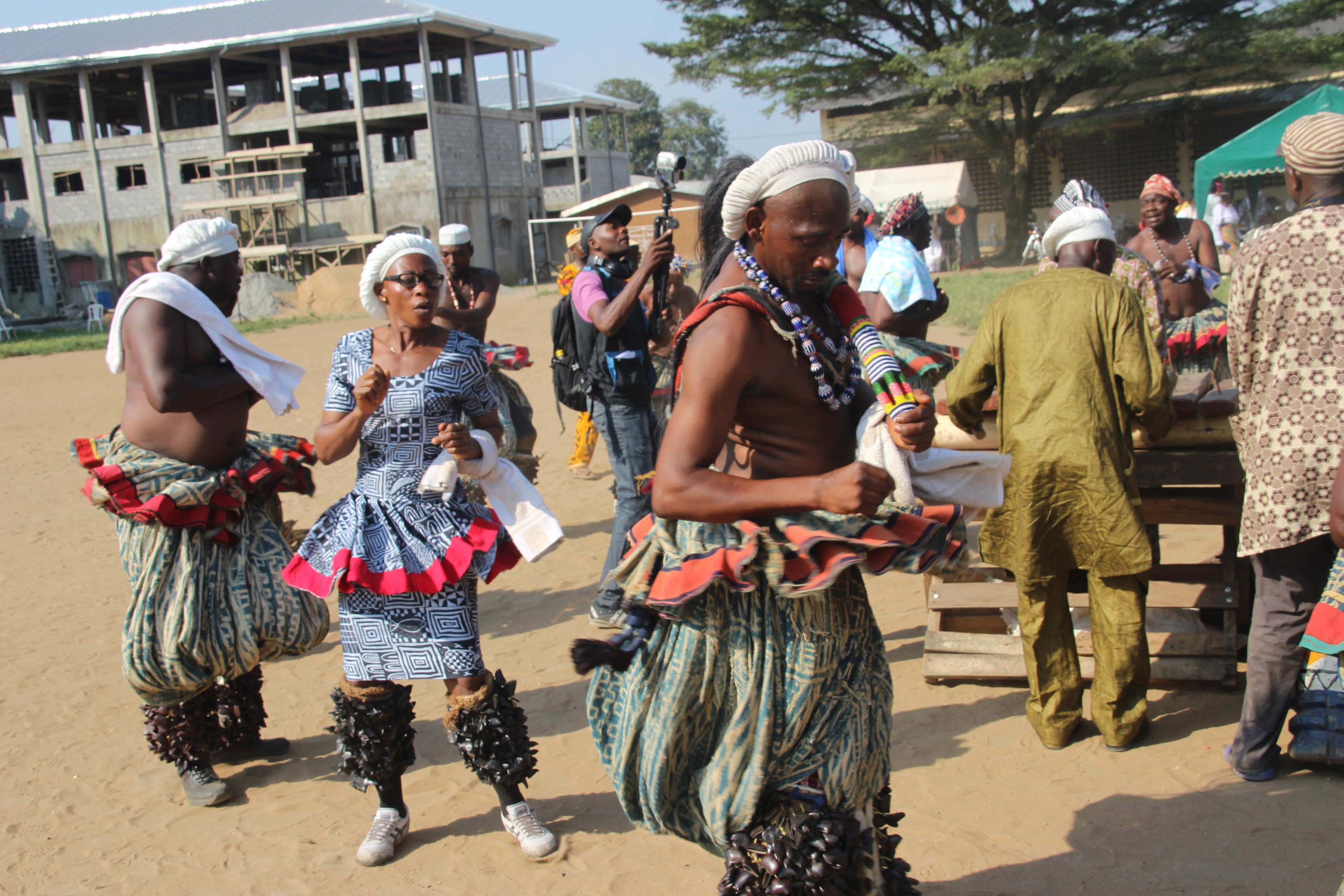
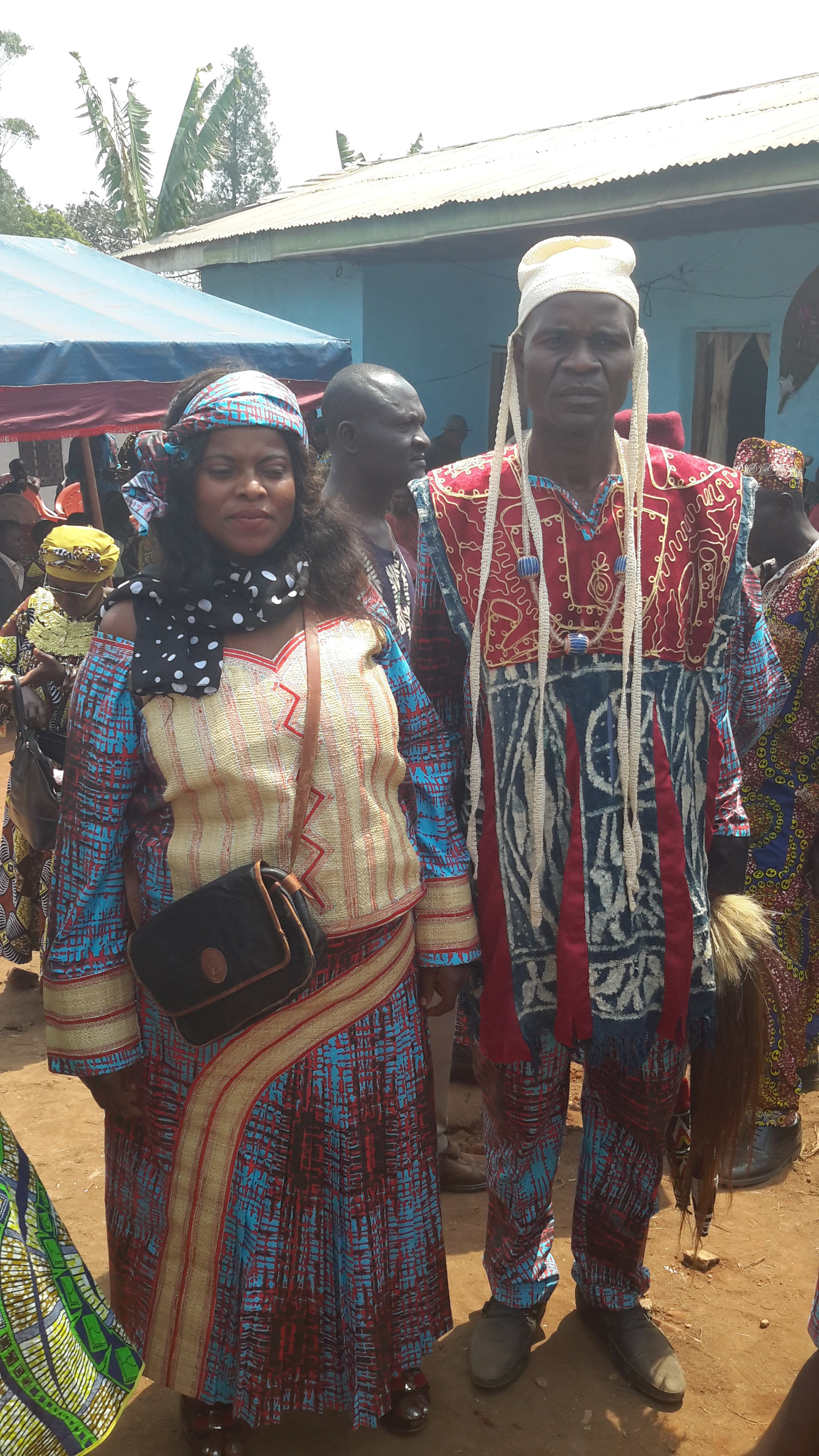

## Fabrication
Une coiffe peut peser plusieurs kilogrammes. Elle est souvent brodée, tricotée et confectionnée avec des fils et plumes.